# 코다라인
코다라인(Kodaline)은 아일랜드의 록 밴드이다. 이전에는 "21 디멘즈(21 Demands)"라는 이름으로 활동하다가, 2011년 밴드 명을 "코다라인"으로 변경했다.